# 21337 Sansepolcro
21337 Sansepolcro è un asteroide della fascia principale esterna. Scoperto nel 1997, presenta un'orbita caratterizzata da un semiasse maggiore pari a 2,975250 UA e da un'eccentricità di 0,076953, inclinata di 9,667975° rispetto all'eclittica.
È dedicato all'omonima città toscana.